# Andrzej z Łabiszyna
Andrzej z Łabiszyna (zm. 10 czerwca 1498 w Krakowie) – doktor prawa kanonicznego, poseł na sejm w Piotrkowie (1478), profesor teologii (1489), rektor Akademii Krakowskiej i jej wicekanclerz w latach 1496–1497 kanonik katedralny krakowski.

## Życiorys
Pochodził z rodziny mieszczańskiej. W 1463 wpisał się na listę studentów Akademii Krakowskiej. W 1466 został bakałarzem, a w 1469 magistrem sztuk wyzwolonych W 1472 został członkiem Kolegium Większego. W 1477 już jako bakałarz teologii był dziekanem Wydziału Sztuk Wyzwolonych. Wyjechał do Rzymu i tam w 1478 uzyskał stopień doktora dekretów, który w maju 1479 nostryfikował na Akademii Krakowskiej. Do 1495 pełnił funkcje prowizora Bursy Jeruzalem. W 1480 roku napisał dzieło O uczonych Akademii Krakowskiej mężach i losach tejże akademii. Trzykrotnie był wybierany rektorem uczelni. Przed 1485 został kanonikiem kościoła św. Floriana w latach 1492-1495 jego kustoszem, a do 1497 dziekanem.
Ufundował świadczenie dla stałego kaznodziei polskiego przy kościele św. Barbary w Krakowie. Swoją bibliotekę, w której dominowały dzieła teologiczne, pozostawił  dla Kolegium Większego i Bursy Jerozolimskiej. W Bibliotece Jagiellońskiej zachowała się z niej 18 kodeksów. 